# 斯普林博克

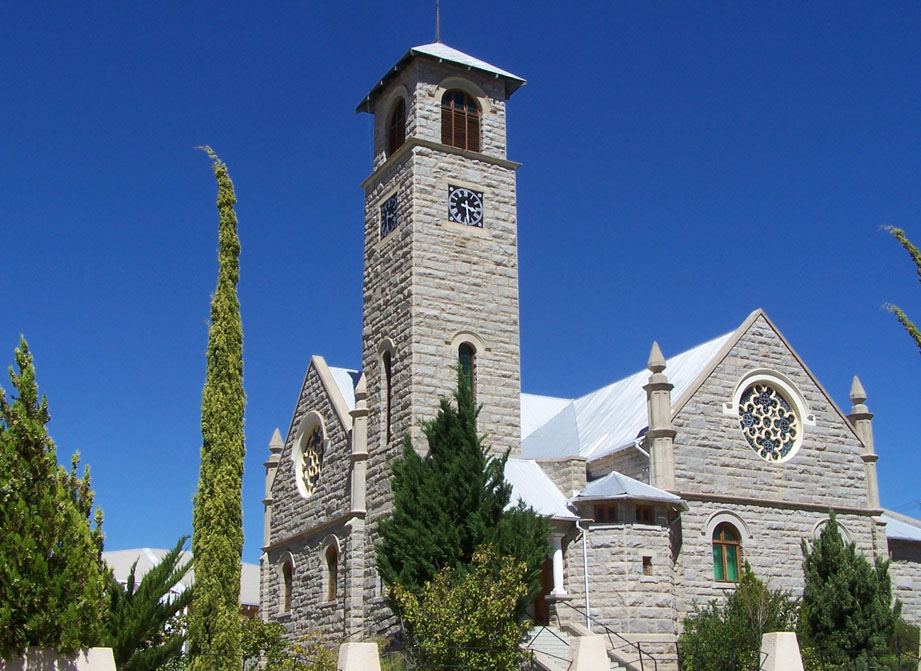

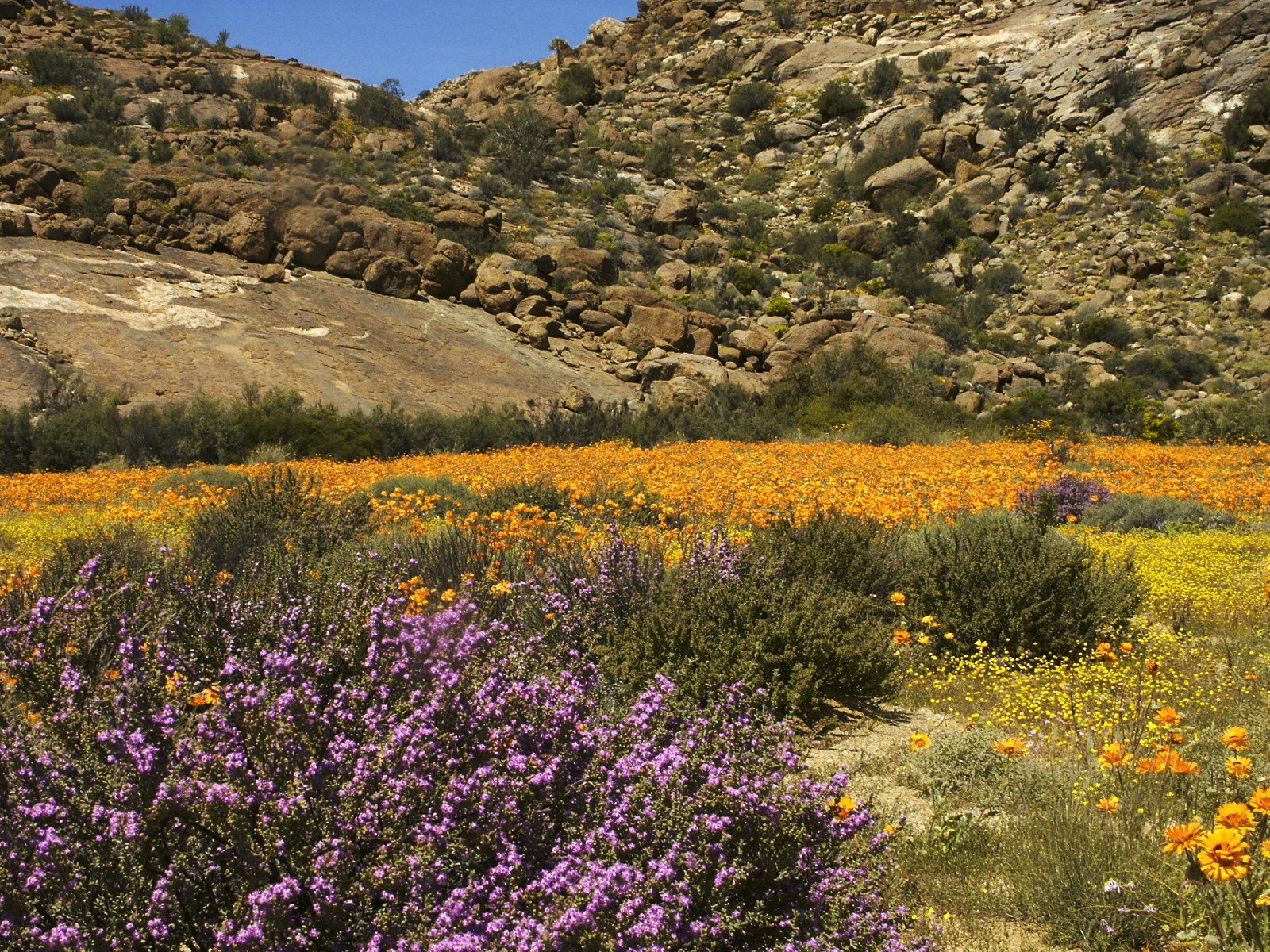

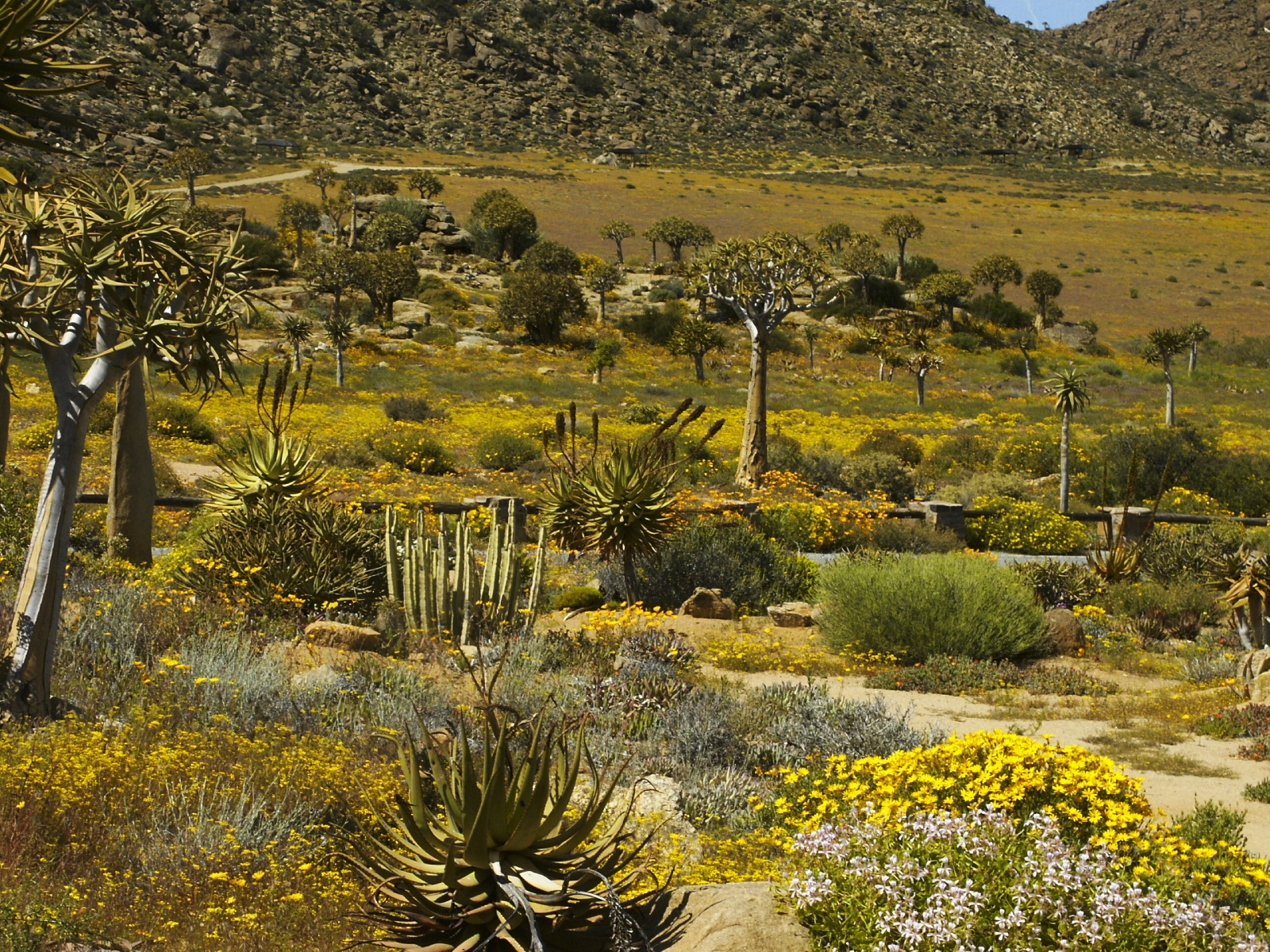

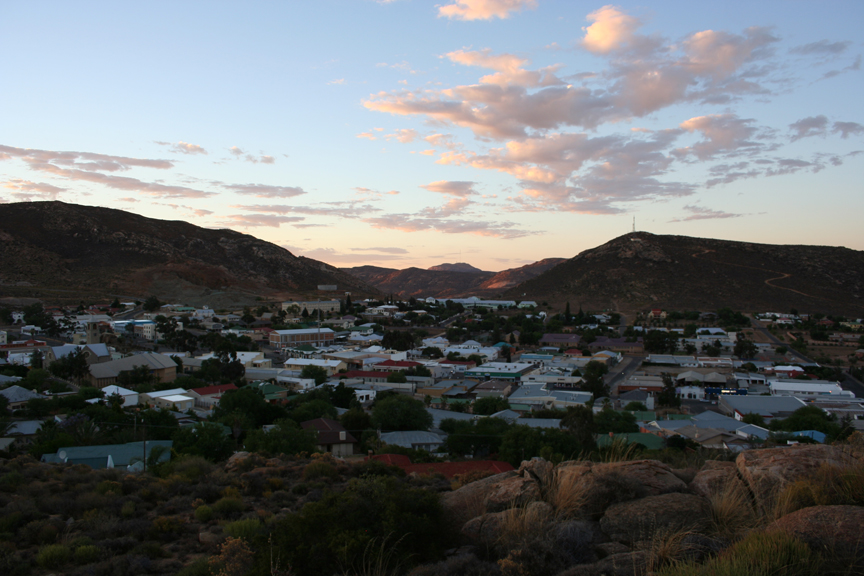

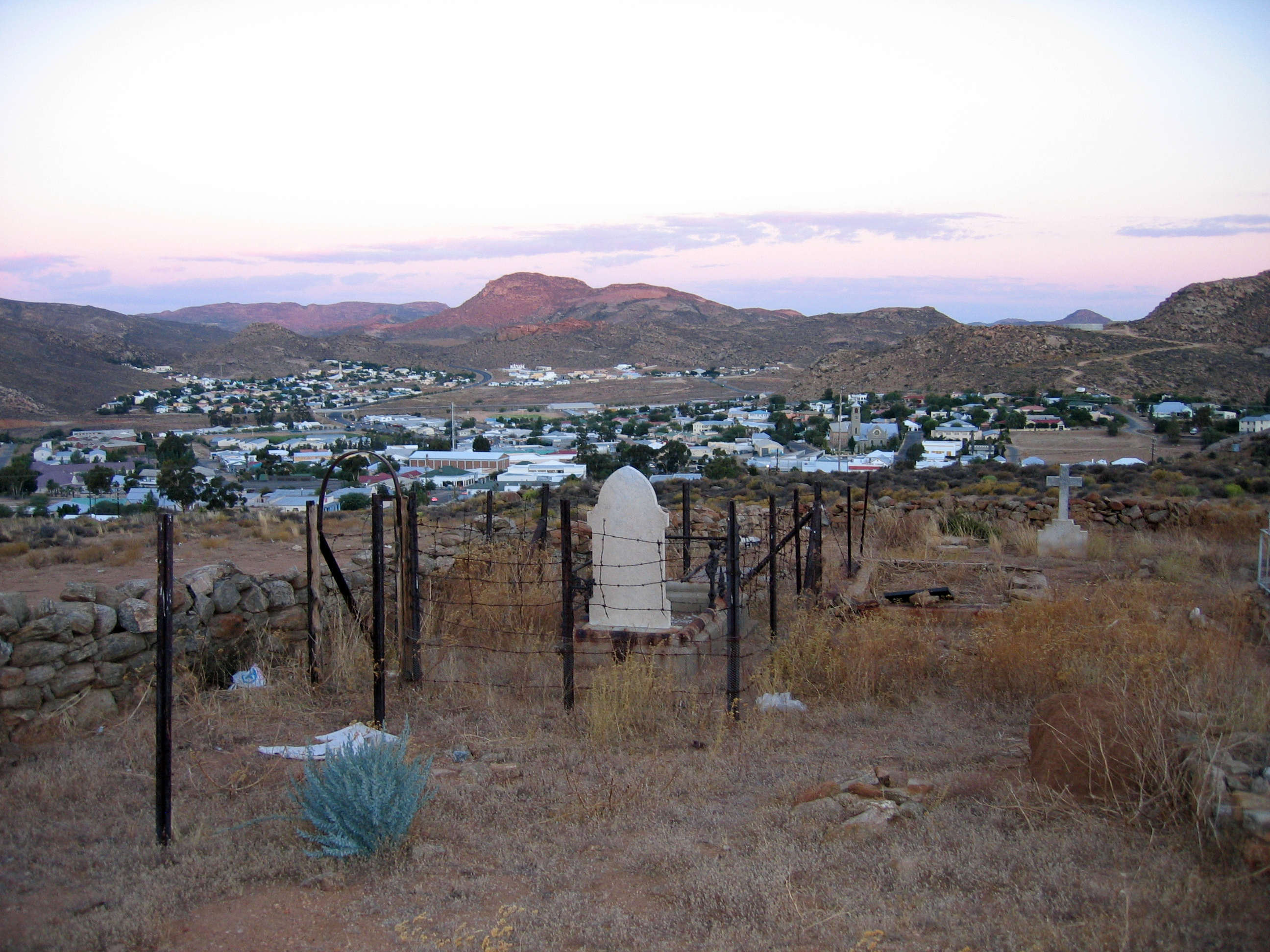

斯普林博克是南非的城鎮，位於該國西北部，由北開普省負責管轄，面積16.11平方公里，海拔高度1,000米，2001年人口10,294，人口密度每平方公里640人。